# Grand Prix Monaka 2002

Grand Prix Monaka LX Grand Prix Automobile de Monaco
- 26. květen 2002
- Okruh Monte Carlo
- 78 kol x 3,370 km = 262,860 km
- 687. Grand Prix
- 12. vítězství Davida Coultharda
- 135. vítězství pro McLaren

## Výsledky
| Pozice | Jezdec                | Vůz             | Čas         |
| ------ | --------------------- | --------------- | ----------- |
| 1      | David Coulthard       | McLaren MP 4/17 | 1h45'39,055 |
| 2      | Michael Schumacher    | Ferrari F2002   | á 0:01:050  |
| 3      | Ralf Schumacher       | Williams FW24   | á 1:17:450  |
| 4      | Jarno Trulli          | Renault R202    | á 1 kolo    |
| 5      | Giancarlo Fisichella  | Jordan EJ12     | á 1 kolo    |
| 6      | Heinz-Harald Frentzen | Arrows A23      | á 1 kolo    |
| 7      | Rubens Barrichello    | Ferrari F2002   | á 1 kolo    |
| 8      | Nick Heidfeld         | Sauber C 21     | á 1 kolo    |
| 9      | Eddie Irvine          | Jaguar R3       | á 1 kolo    |
| 10     | Pedro de la Rosa      | Jaguar R3       | á 2 kola    |
| 11     | Mark Webber           | Minardi R202    | á 2 kola    |
| 12     | Enrique Bernoldi      | Arrows A23      | á 2 kola    |
| Kolo   | Odstoupili            | -               | -           |
| 70     | Mika Salo             | Toyota TF102    | Mimo trať   |
| 64     | Felipe Massa          | Sauber C 21     | Mimo trať   |
| 52     | Olivier Panis         | BAR 004         | Havárie     |
| 52     | Jenson Button         | Renault R202    | Havárie     |
| 47     | Juan Pablo Montoya    | Williams FW24   | Motor       |
| 45     | Jacques Villeneuve    | BAR 004         | Motor       |
| 42     | Kimi Räikkönen        | McLaren MP 4/17 | Havárie     |
| 30     | Alex Yoong            | Minardi PS02    | Mimo trať   |
| 23     | Takuma Sató           | Jordan EJ12     | Mimo trať   |
| 16     | Allan McNish          | Toyota TF02     | Mimo trať   |

### Nejrychlejší kolo
- Rubens Barrichello Ferrari 1'18.023 - 155.493 km/h

### Vedení v závodě
- 1-78 kolo David Coulthard

### Postavení na startu
| 1. řada  | 1                    | 2                     |
|          | Juan Pablo Montoya   | David Coulthard       |
|          | Williams             | McLaren               |
|          | 1'16,676             | 1'17,068              |
| 2. řada  | 3                    | 4                     |
|          | Michael Schumacher   | Ralf Schumacher       |
|          | Ferrari              | Williams              |
|          | 1'17.118             | 1'17.274              |
| 3. řada  | 5                    | 6                     |
|          | Rubens Barrichello   | Kimi Raikkonen        |
|          | Ferrari              | McLaren               |
|          | 1'17.357             | 1'17.660              |
| 4. řada  | 7                    | 8                     |
|          | Jarno Trulli         | Jenson Button         |
|          | Renault              | Renault               |
|          | 1'17.710             | 1'18.132              |
| 5. řada  | 9                    | 10                    |
|          | Mika Salo            | Allan McNish          |
|          | Toyota               | Toyota                |
|          | 1'18.234             | 1'18.292              |
| 6. řada  | 11                   | 12                    |
|          | Giancarlo Fisichella | Heinz-Harald Frentzen |
|          | Jordan               | Arrows                |
|          | 1'18.342             | 1'18.607              |
| 7. řada  | 13                   | 14                    |
|          | Felipe Massa         | Jacques Villeneuve    |
|          | Sauber               | BAR                   |
|          | 1'19.006             | 1'19.252              |
| 8. řada  | 15                   | 16                    |
|          | Enrique Bernoldi     | Takuma Sato           |
|          | Arrows               | Jordan                |
|          | 1'19.412             | 1'19.461              |
| 9. řada  | 17                   | 18                    |
|          | Nick Heidfeld        | Olivier Panis         |
|          | Sauber               | BAR                   |
|          | 1'19.500             | 1'19.569              |
| 10. řada | 19                   | 20                    |
|          | Mark Webber          | Pedro de la Rosa      |
|          | Minardi              | Jaguar                |
|          | 1'19.674             | 1'19.796              |
| 11. řada | 21                   | 22                    |
|          | Eddie Irvine         | Alex Yoong            |
|          | Jaguar               | Minardi               |
|          | 1'20.139             | 1'21.599              |
| -------- | -------------------- | --------------------- |

- 107% : 1'22,043

### Zajímavosti
- Alex Yoong startoval v 10 GP
- Michael Schumacher stál po 41 na třetím postu na startu.
- Heinz Herald Frentzen dokončil závod po 15 na 6 místě.